# Eric Höjdén
Eric Höjdén ist ein schwedischer Musiker und Musikproduzent. Derzeit spielt er bei der Pop-Punk-Band Kid Down als Gitarrist und Sänger. Außerdem ist er Gründer des schwedischen Indie-Labels Panic & Action, das er gemeinsam mit Peter Ahlqvist (Gründer des Labels Burning Heart Records, bei der Kid Down unter Vertrag steht) betreibt.
Mit Kid Down veröffentlichte er bereits 3 Studio-Alben, die weltweit verkauft werden. Er produzierte bereits Alben für Adept, Her Bright Skies, Chemical Vocation, Social Siberia und The Shiloh, die allesamt bei seinem Label unter Vertrag stehen.

## Diskographie
- siehe: Kid Down